# 獨立台灣
獨立台灣 (1967.1~1976.6)，台灣獨立運動團體發行的雜誌。《獨立台灣》原先的構想是作為台灣獨立連合會的機關誌，但是連合會解散以後，史明把《獨立台灣》移到獨立台灣會發行，作為機關刊物。1967年1月創刊，在日本東京發行；1976年6月停刊，發行了89期。第43期開始，雜誌的封面冠上「台灣人民解放革命機關誌」的標語，以「台灣民族主義」作為運動的中心思想。據主辦者史明回憶，當初辦雜誌是為了要啟蒙台灣人。雜誌每期印量三千本，最多曾到七千本。雜誌印好後，一部分寄送到幾個獨立台灣會的海外據點，一部分郵寄在日本留學的台灣人，另一部分則透過史明培訓的地下工作人員，將雜誌夾帶到台灣。

## 重大歷史事件參與
- 保釣運動爆發以後，「獨立台灣會」在1971年4月25日發表「致釣魚台行動委員會的一封公開信」，聲明釣魚台及其附近海域是台灣的領土、領海。其理念有別於其他親中華人民共和國與中華民國的民間保釣團體[4]；同年7月14日再發表「第二次釣魚台列島聲明」，反對美國、日本政府在「沖繩島返還協定」中將釣魚台列島歸入日本領土[4]。

## 知名投稿人及相關事跡
- 1989年代表民進黨參選台南縣長的李宗藩，留學日本期間，以「台風」作為化名在《獨立台灣》發表文章，隨後加入獨立台灣會。他首次投稿在1969年《獨立台灣》第11期，雜誌發行到第50期，仍有他的政論文章。[5]。

- 一位美洲共產主義首要人物「左雄」，1970年4月10日開始在《獨立台灣》發表文章[6]，後因在美洲台灣極左派刊物《左聯通信》批評史明支持彭明敏出國從事反蔣運動，以及散發「獨立台灣會」解體的謠言等[7]，與史明及獨立台灣會的關係漸行漸遠。

- 四二四刺殺蔣經國案的槍手鄭自才，1972年3月開始在《獨立台灣》發表文章[8]。

- 知名的台灣政治家盧修一，在留歐期間閱讀《獨立台灣》，讀畢，主動與史明連絡；之後兩人在日本正式會面[9]。雜誌開啟盧修一認識史明與加入獨立台灣會的機緣。

## 相關詞條
- 史明
- 白色恐怖
- 獨立台灣會
- 台灣獨立運動

## 外部連結
- 獨立台灣會官方網站：永遠的革命者：史明與獨立台灣會